# 모토요시와라촌
모토요시와라촌(일본어: 元吉原村)은 일본 시즈오카현의 동부, 후지군에 속했던 촌이다. 현재의 후지시 남서부에 해당한다.

## 역사
- 1889년 4월 1일 - 정촌제 시행에 의해 후치군 모토요시와라촌이 성립하였다.
- 1955년 2월 11일 - 요시와라시, 스도촌, 요시나가촌, 하라다촌과 합병해, 새로운 요시와라시가 성립하여, 동일 모토요시와라촌은 폐지되었다.

## 교통

### 철도
- 일본국유철도
  - 도카이도 본선

## 교통

### 도로
- 국도 제1호선

## 참고문헌
- 『가도카와 일본 지명 대사전 22 静岡県』。